# GPS辅助型静地轨道增强导航
GPS辅助型静地轨道增强导航或GPS和型静地轨道增强导航GPS系统 (GAGAN)印度政府计划建设的卫星增强系统 (SBAS)。（Gagan是印度语天的意思）通过提供参考信号给GNSS接收器以提高它的精度 。Airports Authority of India（AAI）和印度空间探索组织（ISRO）负责项目研发，这个项目选用地球同步卫星GSAT-4，计划2008年投入使用。
印度政府已经决定通过建造GAGAN系统的获得经验，建立印度自有的导航系统：印度区域导航卫星系统（IRNSS），这个系统可能使用GSAT-4卫星作为推荐导航系统的实验阶段示范。

## 参看
- GPS
- 广域增强系统